# Feyzi Yıldırım
Mehmet Feyzi Yıldırım (Eskişehir, 23 gennaio 1996) è un calciatore turco, difensore dell'Adanaspor.

## Carriera

### Club
Cresciuto nel settore giovanile dell'Eskişehirspor, ha esordito in prima squadra il 16 gennaio 2015, disputando l'incontro di Türkiye Kupası vinto per 3-0 contro il Balcovaspor. Quattro mesi dopo ha anche esordito in campionato, giocando l'incontro di Süper Lig vinto per 4-1 contro il Kasımpaşa. Nell'arco di due stagioni trova poco spazio in squadra, totalizzando solamente 12 presenze tra campionato e coppa. Così viene mandato in prestito in varie squadre delle serie minori del campionato turco, prima di far rientro all'Eskişehirspor nel 2018, dove giocherà per altre due stagioni. Nel settembre 2020 viene acquistato a titolo definitivo dal Kasımpaşa, tornando di fatto a giocare in massima serie.

### Nazionale
Nel 2015 ha giocato due partite con la nazionale turca Under-19 nelle qualificazioni agli Europei di categoria.

## Statistiche

### Presenze e reti nei club
Statistiche aggiornate al 21 maggio 2022.
| Stagione        | Squadra              | Campionato      | Campionato | Campionato | Coppe nazionali | Coppe nazionali | Coppe nazionali | Coppe continentali | Coppe continentali | Coppe continentali | Altre coppe | Altre coppe | Altre coppe | Totale | Totale |
| Stagione        | Squadra              | Comp            | Pres       | Reti       | Comp            | Pres            | Reti            | Comp               | Pres               | Reti               | Comp        | Pres        | Reti        | Pres   | Reti   |
| --------------- | -------------------- | --------------- | ---------- | ---------- | --------------- | --------------- | --------------- | ------------------ | ------------------ | ------------------ | ----------- | ----------- | ----------- | ------ | ------ |
| 2014-2015       | Eskişehirspor        | SL              | 2          | 0          | CT              | 2               | 0               |                    | -                  | -                  |             | -           | -           | 4      | 0      |
| 2015-2016       | Eskişehirspor        | SL              | 2          | 0          | CT              | 6               | 0               |                    | -                  | -                  |             | -           | -           | 8      | 0      |
| 2016-2017       | Afjet Afyonspor      | 3L              | 25         | 1          | CT              | 2               | 0               |                    | -                  | -                  |             | -           | -           | 27     | 1      |
| ago.-dic. 2017  | Nazilli Belediyespor | 2L              | 4          | 0          | CT              | 1               | 0               |                    | -                  | -                  |             | -           | -           | 5      | 0      |
| gen.-giu. 2018  | Niğde Anadolu        | 2L              | 11         | 0          | CT              | -               | -               |                    | -                  | -                  |             | -           | -           | 11     | 0      |
| 2018-2019       | Eskişehirspor        | 1L              | 29         | 4          | CT              | 0               | 0               |                    | -                  | -                  |             | -           | -           | 29     | 4      |
| 2019-2020       | Eskişehirspor        | 1L              | 21         | 2          | CT              | 0               | 0               |                    | -                  | -                  |             | -           | -           | 21     | 2      |
| 2020-2021       | Kasımpaşa            | SL              | 10         | 1          | CT              | 3               | 0               |                    | -                  | -                  |             | -           | -           | 13     | 1      |
| 2021-2022       | Kasımpaşa            | SL              | 11         | 0          | CT              | 3               | 0               |                    | -                  | -                  |             | -           | -           | 14     | 0      |
| Totale carriera | Totale carriera      | Totale carriera | 115        | 8          |                 | 17              | 0               |                    | -                  | -                  |             | -           | -           | 132    | 8      |